# ザ・ビューティフル・ガールズ (バンド)
ザ・ビューティフル・ガールズ（The Beautiful Girls） は、オーストラリアのシドニー出身のルーツ・ミュージック・オルタナティブ・ロックバンドである。ちなみにバンド名は”ガールズ”だが、メンバーは全員男性である。

## 概要
地元オーストラリアではジャック・ジョンソンのツアー・サポートなどを経てブレイク。初期のメンバーは全員サーファーでもあった。
2004年、初来日。同年の朝霧JAMに出演。2005年にはフジロック・フェスティバルにも出演している。
また日本では以前、キユーピーハーフのCM曲に「THE WEIGHT OF THE WORLD」が使用されていた。
2008年に、ヴォーカルのマット・マクヒューはソロ・アルバムを発表している。2010年5月に、バンドとしては3年ぶりにアルバム「Spooks」をリリースした。

## メンバー
- Mat McHugh - vocal, guitar
- Paulie B - bass
- Bruce Braybrooke - drums

## 元メンバー
- Mitchell Connelly - drums, percussion
- Clay MacDonald - bass, vocals
- Felipe Kimiecik - harmonica, melodica, piano

## ディスコグラフィ
- Morning Sun EP (2002年)
- Goodtimes EP (2002年)
- Learn Yourself (2003年)
- Black Bird EP (2003年)
- Water (2004年) ※日本限定リリースのベストアルバム。2006年に世界リリース。
- The Weight Of The World  EP （2004年）
- We're Already Gone （2005年）
- Ziggurats (2007年)
- Spooks （2010年）

## マット・ソロアルバム
- Seperatista!（2008）